# 雪克来提·扎克尔
雪克来提·扎克尔（維吾爾語：شۆھرەت زاكىر‎，拉丁维文：Shöhret Zakir，1953年8月—），新疆伊宁人，中国共产黨、中华人民共和国政治人物，副国级领导人。乌鲁木齐职业大学英语专业毕业，中国社会科学院研究生院企业管理专业在职研究生，天津大学高级管理人员工商管理硕士。曾任第十一届全国人大民族委员会副主任委员、中华全国归国华侨联合会副主席、新疆维吾尔自治区第十二届人大常委会主任、中共新疆维吾尔自治区党委副书记，以及新疆维吾尔自治区政府主席。现任第十四屆全国人大常委会副委员长。

## 生平
雪克来提·扎克尔出身革命世家。和大多数维吾尔族不同的是，雪克来提·扎克尔拥有家族姓氏，即扎克尔。对他的称呼可以是“扎克尔先生”。他的祖父凯吾尔·扎克尔（Kaur Zakir）是一位相當著名的思想家和教育家，同時也是共產主義和馬克思列寧主義的一貫支援者，是中國內戰期間新疆穆斯林的傑出親共代表之一。

### 早年经历
文化大革命期间，1970年12月至1972年2月，雪克来提·扎克尔先后在新疆玛纳斯县、乌鲁木齐县接受再教育；而后，被分配到乌鲁木齐市第三十二小学，任代课教师；1974年2月，调乌鲁木齐县地窝堡学校任教。1978年3月起，在湖北江汉石油学院计算机专业学习；毕业后，担任新疆石油地球物理研究所技术员。1984年6月，扎克尔调新疆维吾尔自治区人民政府工作，开启从政之路。

### 仕途
1984年6月，扎克尔调任新疆维吾尔自治区经济委员会工业处副主任科员、主任科员；1982年9月至1986年7月，在乌鲁木齐职业大学英语专业学习；在此期间，于1985年6月加入中国共产党。自1988年5月起，历任自治区经委副处长、处长，经贸委副秘书长；1997年7月，升任自治区经贸委副主任；其间，曾先后在中共中央党校、中国社会科学院工业经济系进修。2000年12月，扎克尔出任中共乌鲁木齐市委副书记、副市长、代理市长；次年3月，正式当选乌鲁木齐市市长；其间曾于2004年3月到2005年1月，在中共中央党校一年制中青年干部培训班学习。2005年12月，出任中共新疆生产建设兵团党委常委、兵团副政委；于2007年，获天津大学管理学院高级管理人员工商管理硕士学位。
在2008年3月召开的第十一届全国人大第一次会议上，扎克尔当选全国人大民族委员会委员；2009年7月起，还兼任中华全国归国华侨联合会副主席；2011年6月起，任全国人大民族委员会副主任委员、兼全国侨联副主席，并被明确为副部级干部。2013年12月，出任中共新疆维吾尔自治区人大常委会党组书记；次年1月，在自治区第十二届人大第二次会议上，当选自治区人大常委会主任。2014年12月，接替调国务院工作的努尔·白克力，出任中共新疆维吾尔自治区党委副书记、自治区政府代主席。2015年1月起任自治区政府主席。2017年10月24日，扎克尔在中共十九大上当选中共中央委员。2018年2月24日，当选为第十三届全国人大代表。
2021年9月30日，辞去自治区政府主席职务。2021年10月23日，任全国人民代表大会民族委员会副主任委员。
2023年3月10日，在第十四届全国人民代表大会上，当选为全国人大常委会副委员长，成为副国级领导人。

## 争议
雪克来提·扎克尔配合时任新疆自治区党委书记陈全国採取措施抑制新疆的恐怖主義活動，包括在新疆扩充“职业技能教育培训中心”等。這些反恐措施引起国际批评。对此，雪克来提·扎克尔表示美国政府发表的批判是“对中国内政的粗暴干涉，严重违反国际法和国际关系基本准则”，并表示“强烈愤慨和坚决反对”。
2021年12月，美国财政部依照時任总统特朗普于2017年12月依照《全球马格尼茨基人权问责法》签署的行政命令，对雪克来提·扎克尔及其继任者艾尔肯·吐尼亚孜进行制裁，二人在美资产将被冻结，与亲属无法进入美国。
2024年12月11日国际人权日，加拿大外交部宣布，对参与侵犯人权的雪克来提·扎克尔在內的8名前任和现任中国官员实施制裁，受制裁者资产被冻结，加拿大境内个人和境外的加拿大人被禁止与制裁者进行任何财产相关活动。

## 家族
祖父凯吾尔·扎克尔是大革命时期伊犁地区的思想进步、活跃的知识分子，曾是“新疆天山（商会）社”的社长，后加入新疆民众反帝联合会；1943年9月，和中共党员陈潭秋、毛泽民等被國民政府新疆省主席、人稱「新疆王」的盛世才秘密杀害。
父亲阿不都拉·扎克洛夫，早年赴苏联留学；1949年12月，成为中共在新疆地区发展的首批15名维吾尔族党员之一，是新疆省人民政府首任秘书长；文化大革命前，官至中共新疆维吾尔自治区党委常委、自治区政府副主席。